# الکساندر مک‌دوگال (کشتی)
الکساندر مک‌دوگال (کشتی) (به انگلیسی: Alexander McDougall (ship)) یک کشتی است که طول آن ۴۱۳ فوت (۱۲۶ متر) می‌باشد. این کشتی در سال ۱۸۹۸ ساخته شد.